# Gustaw Zemła

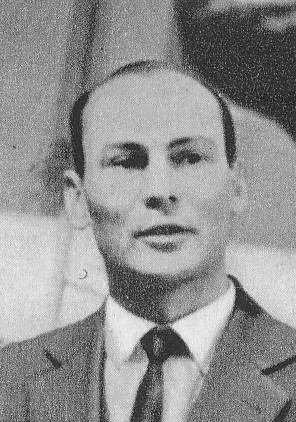
Kazimierz Zemła in den 1960er Jahren

Gustaw Zemła, auch Kazimierz Gustaw Zemła (geboren 1. November 1931 in Jasienica Rosielna), ist ein polnischer Bildhauer der Volksrepublik Polen. Er schuf im Stil des Realsozialismus.

## Leben und Werk
Zemła stammte aus einfachen Verhältnissen. Er studierte an der Akademie der Bildenden Künste Warschau, die er 1958 abschloss. Ab diesem Jahr war er Dozent der Akademie der Bildenden Künste Warschau. Er schuf zahlreiche monumentale Denkmäler in Polen, Peru und Uruguay. Daneben errichtete er auch Grabmäler.